# 中敷き

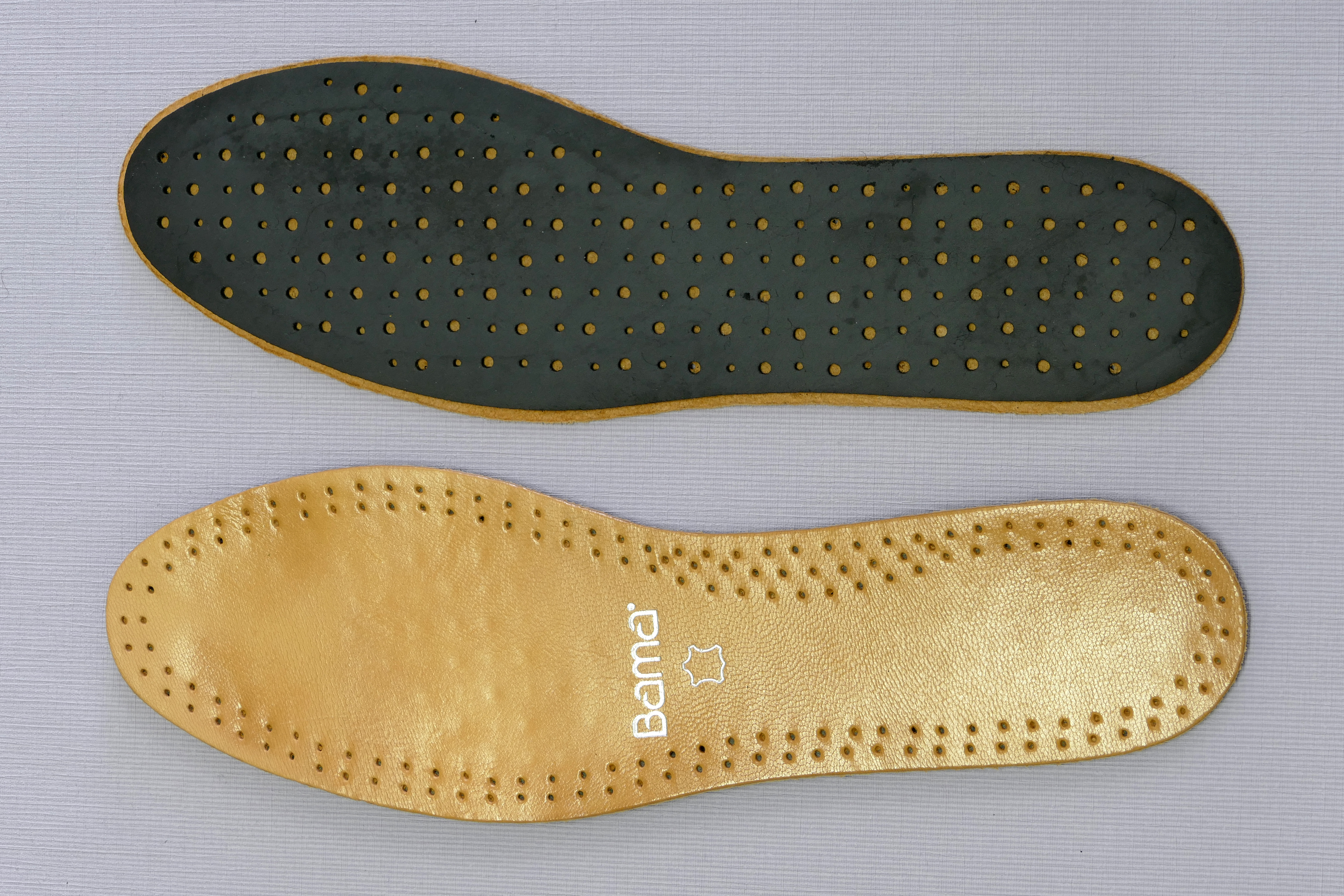
革製の中敷き

中敷き（なかじき）とは、靴に使われているクッションのことである。インソール、またはフットベッドともいう。

## 概要
中敷きはサイズが大きい靴を履けるようにしたり、歩くときに痛くならないように快適さを求めたり、蒸れないようにするのが主な目的である。中敷きは1929年に初めてアメリカのスポルティング社から発売されて今に至るまで様々な進化を遂げてきた。
釘踏み抜き防止板を入れたものもあり、2011年の東日本大震災では、大量のがれきの中での捜索等で活用された。

## 素材
- ポリウレタン

ウレタンやスポンジを使った中敷き、クッション性があるので足の疲れを軽減するが汗を掻いたときや、雨の時は蒸れやすい。冬には防寒用の中敷きもある。スニーカーや運動靴に多く使われる。
- ポリエステル

サイズ調整に使われる。
- ウール

主に防寒用に使われる。温かいが蒸れやすい。
- 革

蒸れにくく、汗を吸い取りやすく快適さを重視しているが、販売している店が少なかったり値が張ることが多い。革靴やブーツ、ハイヒールなどに多く使われる。
- 活性炭

革ほどではないが、蒸れにくく、汗を吸い取ることを目的としている。銀やメッシュを使い効果を高めた物もある。

## 蒸れやすさについて
中敷きの利用については蒸れを防止することにあるが、中敷き以外にも以下のことを実践するとより効果が高まる。
- 靴下

化学繊維を使わない靴下や、脱臭や通気性に力を入れた靴下を履く（この場合は化学繊維でも構わない）。
靴下は出来る限り毎日取り替えること。
- 足について

爪を爪切りや爪やすりを使い短くしておくとゴミが入りにくくなり臭いが抑えられる。
体毛を剃刀や鋏で短くするか毛抜きで抜いておくと汗が溜まりにくくなる。